# Kwalitatieve Woning Registratie
De Kwalitatieve Woning Registratie (KWR) is een grootschalig onderzoek dat inzicht geeft in de woon- en bouwtechnische kwaliteit van de woningvoorraad in Nederland.
Het eerste onderzoek naar de kwaliteit van woningen in Nederland, toen nog Kwalitatief Woningonderzoek (KWO) genoemd, werd uitgevoerd in 1975.
Het eerste KWR-onderzoek werd uitgevoerd van 1983 tot 1985. Daarna volgden onderzoeken in 1989-1991, 1994-1996 en 1999-2001. De gegevens voor de KWR worden verzameld d.m.v. woningopnames door bouwkundig experts en daaraan gekoppeld een bewonersenquête. De laatste KWR is in 2001 afgerond.